# Yo quiero bailar
Yo quiero bailar es el primer y único álbum de estudio de las cantantes Sonia y Selena. Este álbum adquirió una gran fama internacional. Fue disco de oro y platino en España y en diversos países de Hispanoamérica y Europa con más de 1 000 000 de copias vendidas en estos lugares.

## Lista de canciones
CD (Vale VLCD 091-1)
| N.º | Título                                | Duración |  |
| 1.  | «Yo quiero bailar»                    | 3:34     |  |
| 2.  | «Deja que mueva, mueva, mueva»        | 3:35     |  |
| 3.  | «Que viva la noche»                   | 3:41     |  |
| 4.  | «Cuando el sol se va»                 | 3:34     |  |
| 5.  | «En tus manos mi destino»             | 4:02     |  |
| 6.  | «La mitad de la mitad»                | 4:22     |  |
| 7.  | «Mucho por vivir... en Gran Hermano»  | 3:10     |  |
| 8.  | «Tequila»                             | 3:32     |  |
| 9.  | «Dejaré»                              | 3:33     |  |
| 10. | «Mano a mano»                         | 2:54     |  |
| 11. | «No tengas miedo de amar»             | 3:40     |  |
| 12. | «Yo quiero bailar» (Extended version) | 6:10     |  |